# Onitis picticollis
Onitis picticollis là một loài bọ cánh cứng trong họ Bọ hung (Scarabaeidae).